# Kispályás szerelem
A Kispályás szerelem (eredeti cím: Playing for Keeps) 2012-ben bemutatott amerikai romantikus filmvígjáték Gabriele Muccino rendezésében. A főbb szerepekben Gerard Butler, Jessica Biel, Catherine Zeta-Jones, Dennis Quaid, Uma Thurman és Judy Greer látható.
2012. december 7-én mutatták be az Amerikai Egyesült Államokban és Kanadában. A film bevételi és kritikai szempontból is bukásnak bizonyult. A 33. Arany Málna-gálán Jessica Bielt legrosszabb női mellékszereplő kategóriában jelölték a díjra.

## Cselekmény
A volt legendás futballsztár, George Dryer több sikertelen üzleti próbálkozás után anyagilag leégve hazatér, hogy az élete normális kerékvágásba kerüljön. Kisfiával, Lewisszal több éves kihagyás után szeretne minél többet együtt lenni, ezért elvállalja, hogy edző lesz a focicsapatában, bár minden vágya, hogy egy tévécsatornánál kommentálhassa a sporthíreket. George több győzelemhez juttatja a csapatot, a gyerekek nagyon szeretik. Azonban bonyodalmak adódnak abból, hogy a focicsapatban néhány srác anyukája valósággal rátapad az egykori bajnokra és szerelmével üldözi. Közben a volt felesége, Stacie házasodni készül, mert George-ot megbízhatatlan alaknak tartja. George azonban szeretne ezen gyökeresen változtatni.

## Szereplők
| Színész              | Szerep                                    | Magyar hang    |
| -------------------- | ----------------------------------------- | -------------- |
| Gerard Butler        | George Dryer                              | Széles László  |
| Jessica Biel         | Stacie Dryer, George volt felesége        | Pikali Gerda   |
| Uma Thurman          | Patti King, Carl felesége                 | Für Anikó      |
| Catherine Zeta-Jones | Denise, volt tévés sportbemondó           | Tóth Enikő     |
| Dennis Quaid         | Carl King, vállalkozó                     | Sörös Sándor   |
| Judy Greer           | Barb, egyedülálló anyuka                  | Huszárik Kata  |
| James Tupper         | Matt                                      | Czvetkó Sándor |
| Noah Lomax           | Lewis Dryer, George és Stacie kisfia      | Boldog Gábor   |
| Iqbal Theba          | Param, George indiai származású főbérlője | Háda János     |

## Fordítás
- Ez a szócikk részben vagy egészben  a   Playing for Keeps (2012 film) című angol Wikipédia-szócikk fordításán alapul.  Az eredeti cikk szerkesztőit annak laptörténete sorolja fel. Ez a jelzés csupán a megfogalmazás eredetét és a szerzői jogokat jelzi, nem szolgál a cikkben szereplő információk forrásmegjelöléseként.